# Scott Hicks
Robert Scott Hicks (n. 4 martie 1953, Uganda) este regizor de film australian și scenarist. Este cel mai cunoscut ca regizor și scenarist al filmului Shine, peliculă care a câștigat premiul Oscar despre pianistul David Helfgott. Lucrările sale au fost nominalizate la Premiile Oscar și a câștigat și Premiul Emmy. A mai regizat filme ca Suflete pierdute în Atlantida (2001, o adaptare după  Stephen King) sau Talismanul norocos (2012, o adaptare după Nicholas Sparks).

## Biografie
Hicks s-a născut în Uganda, ca fiul unei casnice și al unui inginer civil. A locuit în Kenya, în apropiere de Nairobi, până la vârsta de 10 ani. Apoi familia sa s-a mutat prima dată în Anglia și, când avea 14 ani, în capitala statului Australia de Sud, Adelaide.

## Filmografie

### Regizor
- Fallen (2016)[6]
- The Lucky One (2012)
- The Boys Are Back (2009)
- Glass: A Portrait of Philip in Twelve Parts (2007)
- No Reservations (2007)
- I'm Only Looking – The Best of INXS (2004) (V) (părțile Don't Change/Spy Of Love/To Look At You)
- Hearts in Atlantis (2001)
- Snow Falling on Cedars (1999)
- Shine (1996)
- The Ultimate Athlete: Pushing the Limit (1996) (TV)
- The Space Shuttle (1994) (TV)
- Submarines: Sharks of Steel (1993)
- Finders Keepers (1991) serial TV
- Call Me Mr. Brown (1990)
- The Great Wall of Iron (1989) serial TV
- Sebastian and the Sparrow (1988)
- The INXS: Swing and Other Stories (1985) (V)
- Family Tree (1985)
- Vertical Hold -: "Shotdown (In Love)" (1983) (V)
- One Last Chance (1983)
- Freedom (1982)
- The Hall of Mirrors: A Festival (1982)
- Women Artists of Australia (1981) serial TV
- No Going Back (1981) (TV)
- Bert Flugelman: Public Sculptor (1980)
- Assertive Skills Training (1980) (V)
- You Can't Always Tell (1979)
- Down the Wind (1975)
- The Wanderer (1974)

### Scenarist
- Snow Falling on Cedars (1999) (scenarist)
- Shine (1996) (story)
- The Space Shuttle (1994) (TV) (scriitor)
- Submarines: Sharks of Steel (1993) (scriitor)
- Call Me Mr. Brown (1990) (scriitor)
- Sebastian and the Sparrow (1988) (scriitor)

### Producător
- Glass: A Portrait of Philip in Twelve Parts (2007) (producător)
- The Ultimate Athlete: Pushing the Limit (1996) (TV) (producător)
- Sebastian and the Sparrow (1988) (producător)
- You Can't Always Tell (1979) (producător)
- Down the Wind (1975) (producător)

### Director imagine
- Glass: A Portrait of Philip in Twelve Parts (2007)

### Regizor secund
- Final Cut (1980) (prim regizor asistent)
- The Club (1980) (prim regizor asistent)
- Harvest of Hate (1979) (TV) (regizor secund asistent)
- The Plumber (1979) (TV) (regizor secund asistent)
- Dawn! (1979) (al treilea regizor asistent)
- Blue Fin (1978) (regizor secund asistent)
- Money Movers (1978) (al treilea regizor asistent)

### Altele
- The Irishman (1978) (asistent producție)
- Storm Boy (1976) (runner)